# Silo de Valchillón
El silo de Valchillón es un silo de grano situado en el municipio español de Córdoba, en la provincia homónima. Se encuentra ubicado a las afueras del casco urbano, junto a la estación de Valchillón.

## Historia
Perteneciente a la Red Nacional de Silos y Graneros, entró en servicio en 1990 y constituye el único ejemplar de silo del «tipo TF» que se llegó a levantar. Asimismo, se le considera el último silo de la Red Nacional que se construyó. Cuando el silo de Córdoba cayó en desuso, hacia finales del siglo XX, la actividad agraria se concentró en otras instalaciones de la provincia, como Valchillón.

## Características
El silo tiene una altura máxima de 35 metros, estando constituida su estructura por un conjunto de celdas hexagonales no regulares de hormigón armado; cada celda tiene un diámetro de 6 metros. Presenta un alto grado de mecanización, lo que le confiere una gran funcionalidad de cara a las labores de depósito del grano. El silo posee una capacidad de almacenamiento de 20.000 toneladas. Las instalaciones están enlazadas con la red ferroviaria a través de un ramal que parte de la cercana estación de Valchillón. Esta derivación se prolonga en una vía destinada a la carga del grano.